# Funkcja społeczna
Funkcja społeczna – w ujęciu organicyzmu oraz funkcjonalizmu właściwość elementu systemu społecznego określająca jego wpływ na pozostałe elementy, a także na system jako całość, z podkreśleniem roli tego elementu w podtrzymaniu trwania systemu. Jako elementy funkcjonalne traktowane są te, które mogą ustandaryzowane (role, procesy, wzory kulturowe, normy, struktury itp.).
Pojęcie funkcji w socjologii zaczerpnięte zostało z biologii i początkowo używane było w organicyzmie i ewolucjonizmie, a później rozwijane w ramach funkcjonalizmu. W analogiach organicystycznych zakładano, że organizm posiada wyspecjalizowane, jednofunkcyjne organy, za to społeczeństwo wielofunkcyjne i zastępowalne elementy. Do socjologii wprowadzone zostało przez Herberta Spencera, dla którego funkcja, w odróżnieniu od struktury określa sposoby działania i przekształcenia „całości społecznych”. Analogia organicystyczna polegała na tym, że wraz ze zróżnicowaniem struktury następuje zróżnicowanie funkcji, ale zarówno organizm biologiczny, jak i społeczna całość wymaga zintegrowania struktur oraz funkcji. Systemowe podejście Spencera odnosiło się przede wszystkim do funkcji, jakie pełnią w społeczeństwie instytucje. Zakładał on, że: są one ze sobą powiązane, tworząc system; każda z nich ma własne, specyficzne funkcje; funkcjonowanie systemu zależy od funkcjonowania jego podsystemów; przejmowanie przez instytucje funkcji dla nich niespecyficznych może prowadzić do regresji systemu. W ujęciu Bronisława Malinowskiego funkcją instytucji jest rezultat w zaspokajaniu potrzeb jednostek.
Badania funkcji elementu systemu społecznego (praktyki, instytucji) polegają na analizie sposobu jego wpływu na trwanie społeczeństwa. W badaniach antropologicznych pojęcie funkcji odnosiło się także do wymogu powiązania elementu kulturowego z jego kontekstem w systemie oraz w celach utylitarnych jako narzędzie heurystyczne pozwalające określić użyteczność kulturową i „życiową” zjawisk społecznych.
W socjologistycznym ujęciu Émila Durkheima części społeczne rozpatrywane są przede wszystkim z punktu widzenia ich funkcji dla całości, społeczeństwo zaś nie może być w analizach redukowane do sumy swoich części, co prowadziło do teleologicznych sądów. Systemy społeczne traktowane są przez niego jako posiadające własne potrzeby funkcjonalne, a ich niezaspokojenie prowadzi do tego, że stany „normalne” społeczeństw zmieniają się w „patologiczne”.
Bronisław Malinowski, jeden z twórców funkcjonalizmu w socjologii, rozpatrywał funkcję w odniesieniu do sposobu wyjaśniania faktów antropologicznych, aby zrozumieć istotę kultury „ludów tubylczych”. Definiował to pojęcie jako rolę tychże faktów w całościowym systemie kultury, sposób ich wiązania się wewnątrz systemu oraz jako sposób powiązania systemu z otoczeniem.
W krytycznej analizie funkcjonalnej, którą zastosował Robert K. Merton, charakteryzując założenia wczesnego funkcjonalizmu: funkcjonalną jedność społeczeństwa, funkcjonalny uniwersalizm oraz funkcjonalną niezbędność, rozróżnił z jednej strony funkcje pozytywne (eufunkcje) i negatywne (dysfunkcje) elementów systemu społecznego, a z drugiej jawne i ukryte. Odrzucając niezbędność funkcjonalną elementów systemu społecznego, wprowadził koncepcję alternatyw funkcjonalnych. Krytykując uniwersalny funkcjonalizm, przytaczał, że według Bronisława Malinowskiego każdy element pełni istotną funkcję. Jednakże również Malinowski znajdował wyjątki, zakładając np., że w przypadku niektórych działań, jak zaspokajanie potrzeb duchowych, pojęcie funkcji „załamuje się” w swoim „instrumentalnym charakterze”, ponieważ takie działania są dla człowieka celem samym w sobie.